# Ganyan (sockenhuvudort i Kina, Hunan Sheng, lat 29,28, long 110,78)
Ganyan (kinesiska: 甘堰, 甘堰土家族乡) är en sockenhuvudort i Kina. Den ligger i provinsen Hunan, i den södra delen av landet, omkring 250 kilometer nordväst om provinshuvudstaden Changsha. Antalet invånare är 18 164. Befolkningen består av 8 612 kvinnor och 9 552 män. Barn under 15 år utgör 18,0 %, vuxna 15-64 år 70 %, och äldre över 65 år 11,0 %.
Runt Ganyan är det ganska tätbefolkat, med 166 invånare per kvadratkilometer. Ganyan är det största samhället i trakten. I omgivningarna runt Ganyan växer i huvudsak blandskog.
Genomsnittlig årsnederbörd är 1 766 millimeter. Den regnigaste månaden är maj, med i genomsnitt 286 mm nederbörd, och den torraste är december, med 22 mm nederbörd.